# Peder Hvelplund
Peder Hvelplund er født den 8. september 1967 i Ringkøbing. Valgt som Folketingsmedlem for Enhedslisten i Nordjyllands Storkreds fra 5. juni 2019, hvor han har følgende ordførerskaber: Indfødsretsordfører, Psykiatriordfører, Sundhedsordfører og Ældreordfører. 
Tidligere optræden i Folketinget: 
Stedfortræder for Stine Brix i perioderne 29. marts 2016 – 28. februar 2017. og 22. december 2018 – 7. maj 2019. 

## Udvalgsposter
- Europaudvalget
- Indfødsretsudvalget
- Sundheds- og Ældreudvalget
- Tilsynet i henhold til grundlovens § 71
- Udlændinge- og Integrationsudvalget
- Udvalget for Forretningsordenen
- Udvalget vedrørende Det Etiske Råd
- Underudvalget under Udvalget for Forretningsordenen

## Parlamentarisk karriere
- Formand for Enhedslistens folketingsgruppe fra 2020.
- Medlem af Enhedslistens gruppeledelse fra 2019.
- Næstformand for Enhedslistens folketingsgruppe fra 2019.
- Indfødsretsordfører fra 2019.
- Ældreordfører fra 2018.
- Sundheds- og psykiatriordfører fra 2016.
- Kandidat for Enhedslisten i Brønderslevkredsen fra 2015.
- Kandidat for Enhedslisten i Hjørringkredsen fra 2007.

## Uddannelse
- Fritidspædagog, Hjørring Seminarium, 1990-1993.
- Gymnasium, Ringkøbing Gymnasium, 1983-1986.
- Folkeskole, Tim Skole, 1981-1983.
- Folkeskole, Hover-Thorsted Friskole, 1974-1981.

## Beskæftigelse
- Opsøgende medarbejder i udsatteområdet, Hjørring Kommune, 2013-2019.
- Social mentor i beskæftigelsesområdet, Hjørring Kommune, 1994-2013.

## Link
- Peder Hvelplund på Folketingets hjemmeside